# Rimski opći mirovni sporazum
Rimski opći mirovni sporazum je mirovni sporazum između zaraćenih strana u građanskom ratu u Mozambiku, vladinog FRELIMA i pobunjeničkog RENAMA. Njime je okončan rat. Potpisan je 4. listopada 1929. godine. Pregovori koji su prethodili sporazumu počeli su srpnja 1990. godine. Vodila ga je skupina četvorice posrednika, dvojica članova Zajednice sv. Egidija (Comunità di Sant'Egidio), Andrea Riccardi i Matteo Zuppi, biskup Jaime Gonçalves te predstavnik talijanske Vlade Mario Raffaelli. Frelimovo izaslanstvo predvodio je Armando Guebuza (koji je poslije postao predsjednik Mozambika), a izaslanstvo Renama predvodio je Raul Domingos. Sporazum su potpisali ondašnji predsjednik Mozambika, Frelimov vođa Joaquim Chissano i Renamov vođa Afonso Dhlakama.
Renamo je 21. listopada 2013. objavio da mirovni sporazum proglašavaju ništavnim kao rezultat vladina napada na njihovu bazu

## Vanjske poveznice
- Ujedinjeni narodi Cjelovit tekst Rimskoga općeg mirovnog sporazuma
- Ujedinjeni narodi General Peace Agreement for Mozambique
- Ujedinjeni narodi Tekstovi svih mirovnih sporazuma